# Оводов, Николай Дмитриевич
Николай Дмитриевич Оводов (1 ноября 1939, Красноярск — 14 августа 2017) — советский и российский палеонтолог, палеотериолог, спелеолог и археолог, исследователь пещер Сибири, кандидат биологических наук (1979). В его честь названа одна из вымерших плейстоценовых лошадей — лошадь Оводова.

## Биография
Родился Николай Дмитриевич 1 ноября 1939 года в Красноярске. Отец — Дмитрий Николаевич Оводов. В детстве Николай Дмитриевич увлекался фотографией и изучением птиц, но в студенческие годы нашёл в пещере колонию зимующих летучих мышей и заинтересовался древними млекопитающими.
С 1946 по 1956 года учился в школе. В 1956 году неудачно попытался поступить в Иркутск на охотоведческий факультет. Не поступив в ВУЗ, проработал два года на заводе Сибтяжмаш учеником в модельном цехе, предприняв ещё одну неудачную попытку в 1957 году поступить в ВУЗ. В 1958 году поступил на охотоведческий факультет Иркутского сельскохозяйственного института. В 1963 году на пятом курсе остался на второй год. В 1964 году закончил университет. Дипломная работа Николая Дмитриевича была посвящена нестандартному для вуза профилю — способам охоты древнего человека.
Во время учёбы в университете в 1960 году Николай Дмитриевич совместно с Н. Высоковским обнаружил в пещерах Ледяной и Караулинской 1 две колонии зимующих летучих мышей. Полевые практики в университете у него проходили на северо-западном побережье Байкала, в Восточном и Западных Саянах, где он занимался зоологией. Летом 1962 и 1963 года участвовал в экспедициях по пещерам Средней и Восточной Сибири.
После окончания ВУЗа Николай Дмитриевич работал зоологом в Горно-Алтайском противочумном отделение Иркутского государственного научно-исследовательского противочумного института Сибири и Дальнего Востока. В 1965 году перешёл на должность зоолога в Тувинское противочумное отделение институт города Кызыл. В 1965 году предпринял неудачную попытку поступить в аспирантуру в Ленинградский ЗИНе АН СССР.
С 1 декабря 1965 года обучался в аспирантуре под руководством Н. К. Верещагина, поступив в новосибирский Биологический институт СО АН СССР, откуда был откомандирован в Зоологический институт АН СССР в Ленинград. В 1968 году окончил аспирантуру и в декабре этого же года начинает работать, по приглашению А. П. Окладникова, в Музее истории и культуры народов Сибири Института истории, филологии и философии СО АН СССР города Новосибирска. Здесь он проработает до 1992 года, пройдя путь от лаборанта до ведущего научного сотрудника. В 1979 году Николай Дмитриевич защитил кандидатскую диссертацию на тему «Млекопитающие позднего антропогена Сибири и Дальнего Востока».
В 1983—1989 годах возглавлял лабораторию палеоэкологии Отдела археологии и этнографии Института истории, филологии и философии СО АН СССР. С 1992 года работал в красноярской Лаборатории археологии и палеогеографии Средней Сибири Института истории, филологии и философии СО РАН.
Есть дочь — Мария Николаевна Оводова.
Скончался 14 августа 2017 года. Был похоронен в деревне Крутой в 30 километрах от Красноярска рядом с могилами родителей.

## Научная деятельность
Николай Дмитриевич принимал участие в экспедициях на Байкале и Дальнем Востоке. Занимался раскопками на Алтае и в Хакасии. Исследовал Страшную, Денисову пещеры, грот Проскурякова, палеозоологические памятники в пещерах Каминная, Фанатиков, Логово Гиены, Разбойничья, пещере Еленева и многие другие. Участвовал в раскопках палеолитического поселения Варварина Гора в Забайкалье. Николай Дмитриевич создал сравнительную остеологическую коллекцию и собрал библиотеку по внедрению оригинальных методов изучения пещер и ведения раскопок.
Является первооткрывателем палеолита на Дальнем Востоке и на Алтае. Первым определил остатки древних животных: малого пещерного медведя в Восточной Сибири, плейстоценовых гималайских медведей на Средне-Сибирском плоскогорье и предгорьях Восточного Саяна, одной из древнейших собак в мире возрастом 33 000 лет, плейстоценовой канадской выдры в Азии, ископаемых дикобраза Виноградова и гигантской жабы в Сибири, новых видов — ископаемого волка и красного волка Геблера, выявил остатки красного волка во многих пещерах Алтае-Саянской горной области. В начале 1960-х годов проводил кольцевание летучих мышей в Красноярье, что помогло доказать их долгожительство — до 41 года у ночниц Брандта.
В честь Оводова, по инициативе французского палеотериолога Веры Айзенман, названа одна из вымерших плейстоценовых лошадей, остатки которой найдены в Денисовой пещере, гроте Проскурякова, пещерах Страшная, Окладникова, Каминной — лошадь Оводова (Equus ovodovi).

### Публикации
Николай Дмитриевич опубликовал свыше 240 научных работ.